# Polityka zapobiegawcza
Polityka zapobiegawcza - styl prowadzenia polityki gospodarczej, oparty na mechanizmie rynkowym oraz na popieraniu inicjatywy prywatnej. 
Rząd preferujący ten styl zazwyczaj nie podejmuje działań bezpośrednio skierowanych na przekształcenia strukturalne, uznaje raczej, iż najlepszym ich regulatorem jest rynek – rola rządu polega głównie na usuwaniu ograniczeń hamujących sprawne funkcjonowanie rynku, powodujących jego usztywnienie na przykład w wyniku opanowania pewnych dziedzin przez monopole.